# Parkrun

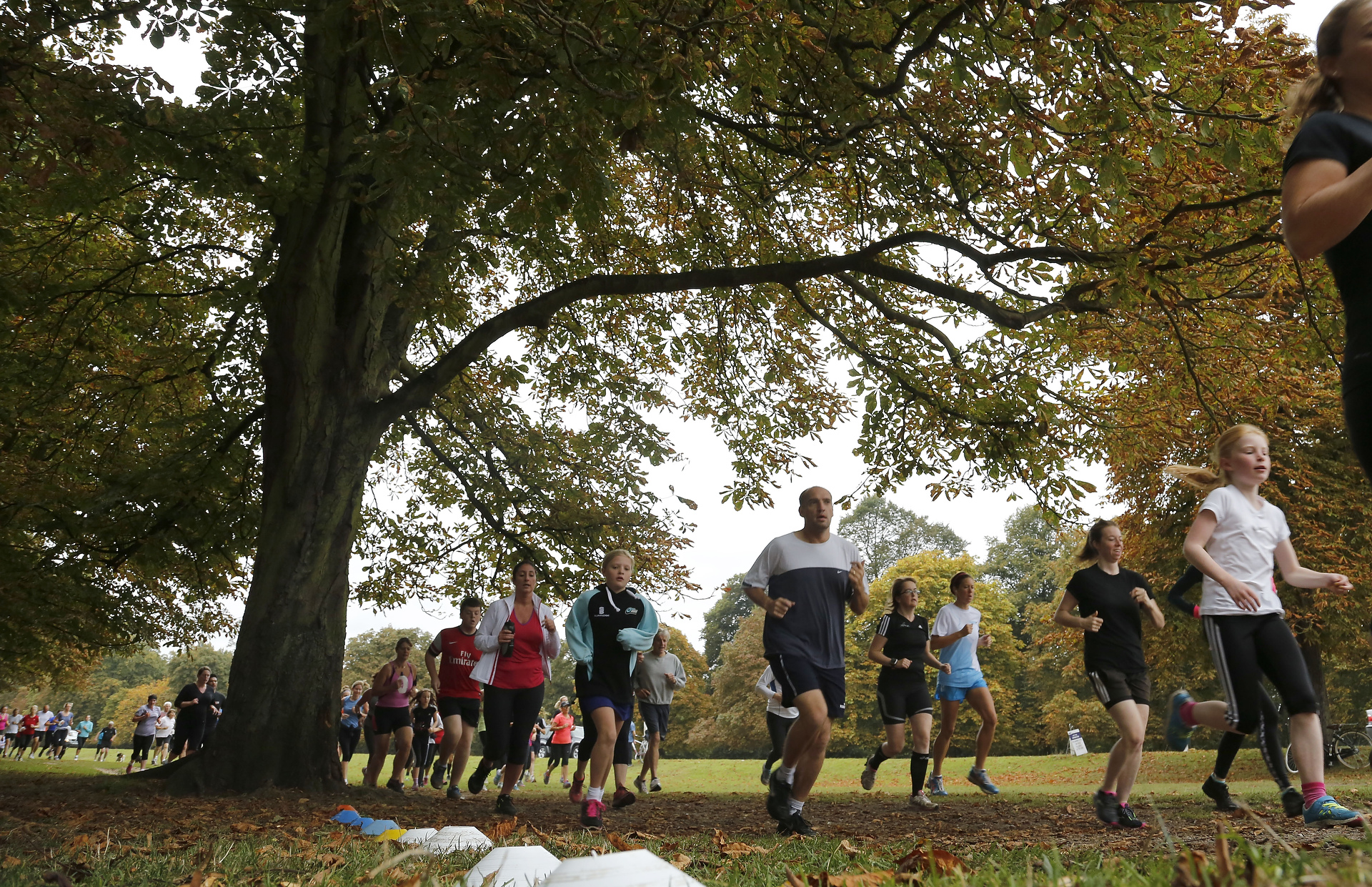
parkrun in England

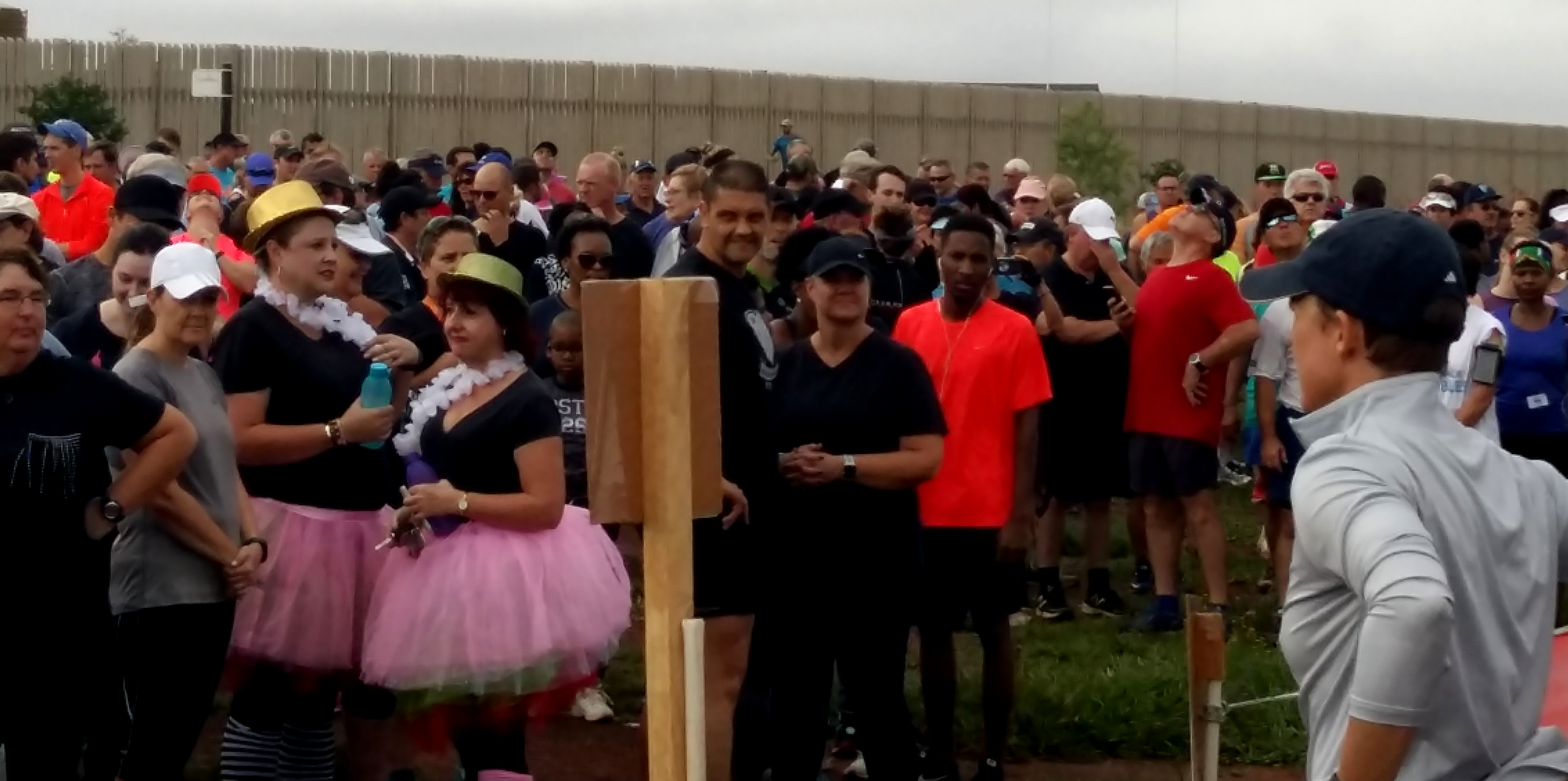
parkrun in Südafrika

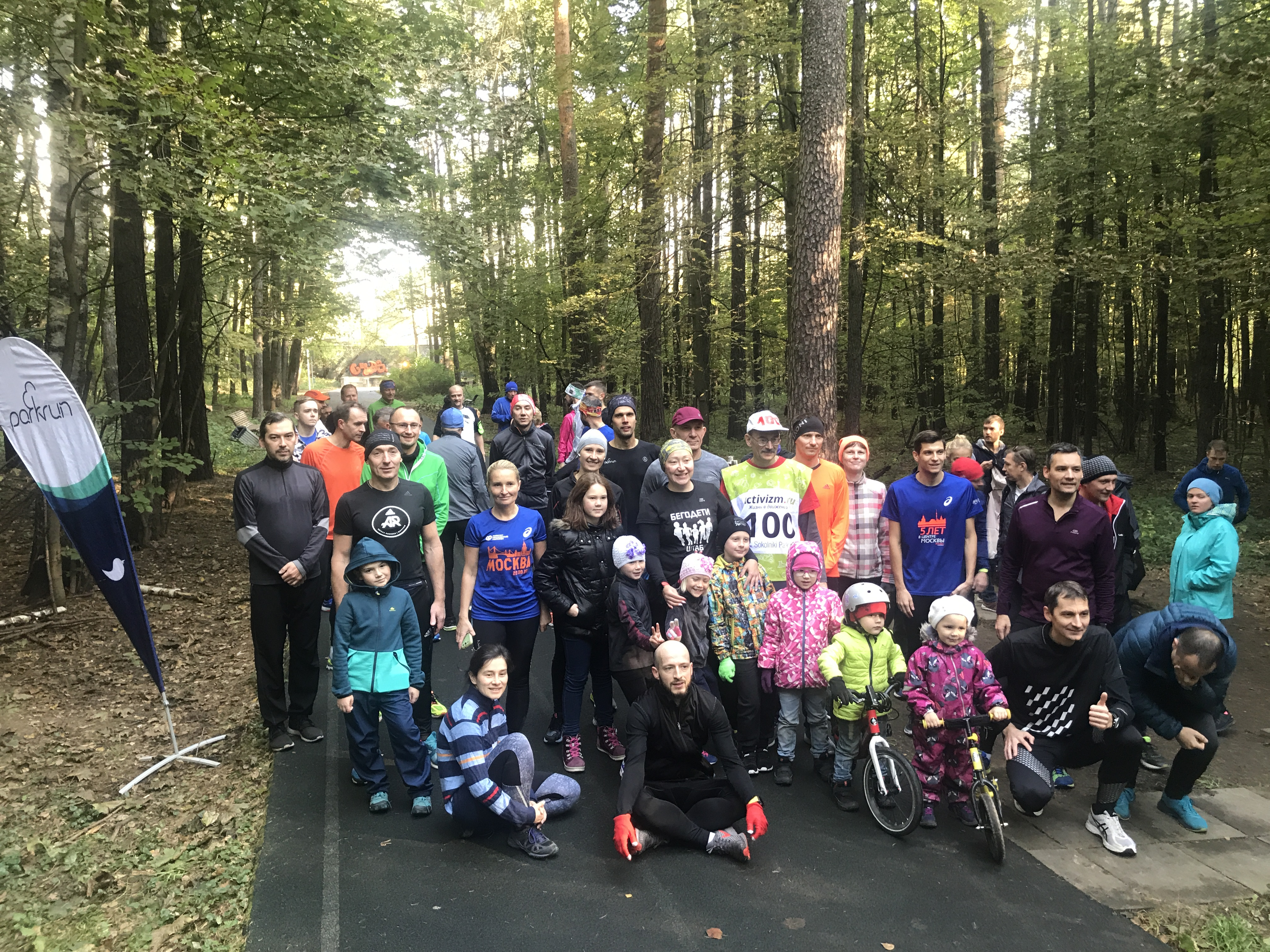
parkrun in Moskau

parkrun ist ein wöchentlicher, weltweit stattfindender 5-km-Lauf, der jeden Samstagmorgen an über 2.500 Standorten in der Welt mit durchschnittlich 400.000 Teilnehmenden stattfindet. Im deutschsprachigen Raum gibt es zurzeit (Stand 1. Januar 2024) 63 Standorte in Deutschland sowie 5 Standorte in Österreich. Alle Läufe sind für die Teilnehmenden kostenlos und werden von freiwilligen Helfern organisiert.

## Geschichte
Der erste Lauf fand am 2. Oktober 2004 noch unter dem Namen Bushy Time Trial im Londoner Bushy Park mit 13 Teilnehmenden statt. Der Gründer und erfahrene Läufer Paul Sinton-Hewitt litt unter einer Laufverletzung und hatte gerade seinen Job verloren, wollte aber den Kontakt zu seinen Lauffreunden nicht verlieren und organisierte daher einen Lauf mit Zeitnahme und anschließendem Frühstück. Über die Zeit wuchs die Teilnehmerzahl. Im Januar 2007 startete der zweite Standort Wimbledon Common; im selben Jahr wurden zudem weitere vier neue Time Trials gegründet, zwei davon weiter entfernt von London. Mitte 2008 wurde die Veranstaltung von UK Time Trial (UK TT) in parkrun umbenannt, da dieser Name besser zu den gemeinschaftsbezogenen Läufen passte und den lokalen, alltäglichen Rahmen besser widerspiegelt. Ebenfalls 2008 kamen 6 weitere Standorte hinzu, darunter die ersten Standorte in Wales, Schottland und – mit dem Wolf Valley Time Trial in Harare, der Hauptstadt von Simbabwe – der erste Lauf außerhalb des Vereinigten Königreichs. Aufgrund der politischen Unruhen, welche im Jahr darauf ausbrachen, wurde die Aktivität in Simbabwe jedoch eingestellt und bisher nicht wieder aufgenommen. Die dauerhafte Ausbreitung ins Ausland begann erst im Jahr 2009 mit dem Amager Faelled parkrun in Kopenhagen, Dänemark. Deutschland wurde 2017 das 19. von zurzeit 22 Ländern auf 5 Kontinenten, in denen parkruns stattfinden. Die ersten Standorte in Deutschland waren am 2. Dezember 2017 der Georgengarten in Hannover, das Küchenholz in Leipzig sowie der Waldpark im Mannheimer Stadtteil Neckarau. Am 14. August 2021 folgte Hellbrunn in Salzburg als erster Standort in Österreich.

## Konzept
Alle parkruns sind 5-km-Läufe mit einer Zeitnahme, was sie von den meisten Lauftreffs abgrenzt. Die Teilnahme ist kostenlos, das Mitmachen und das Gemeinschaftserlebnis stehen im Vordergrund. Die Läufe finden wöchentlich statt, sodass man eine Abgrenzung zu üblichen Volksläufen ziehen kann. Die Organisation liegt in der Hand von Freiwilligen, die sich aus der Teilnehmerschaft der Standorte rekrutieren. Teilnehmende jeden Alters, jedweder Fitnessform, mit Hunden oder Kinderwagen, im Rollstuhl oder in Begleitung von Kindern sind zugelassen. Gehen oder walken ist ausdrücklich erwünscht, die Helferrolle der „Schlussbegleitung“ sorgt dafür, dass niemand Letzter wird. Das gemeinsame Frühstück nach dem Lauf ist an vielen Standorten fakultativer Teil des parkruns. Dazu werden in der Regel nahe gelegene Cafés, Bäckereien oder Restaurants aufgesucht. In Großbritannien, Irland und Australien finden zusätzlich am Sonntagmorgen junior parkruns für 4- bis 14-Jährige über eine Strecke von 2 km statt.
Die regelmäßige Teilnahme als Läufer oder Helfer wird mit der Aufnahme in sogenannte Meilenstein-Klubs belohnt. Zurzeit gibt es Klubs für die Teilnahme an 25, 50, 100, 250 und 500 Läufen (10 Läufe bei Unter-18-Jährigen).
Eine Besonderheit ist das System der Zeitnahme und Zeitenzuordnung: diese erfolgt per Smartphone-App. Während der Zeitnehmer Position und Zielzeit erfasst, erhalten die Teilnehmenden im Ziel einen Token mit der kodierten Position. Dieser wird im Anschluss von einem Helfer zusammen mit dem persönlichen Strichcode, den man bei der Registrierung für parkrun erhält, abwechselnd eingescannt, sodass die Zuordnung der Teilnehmenden zur erreichten Zielzeit gewährleistet ist. Die Ergebnisse werden per E-Mail verschickt und sind im WWW abrufbar.

## Verbreitung
| Land/Territorium       | Standorte | Erster Standort                                                 | seit          |
| ---------------------- | --------- | --------------------------------------------------------------- | ------------- |
| Vereinigtes Königreich | 784       | London                                                          | 2. Okt. 2004  |
| Australien             | 463       | Gold Coast                                                      | 2. Apr. 2011  |
| Südafrika              | 199       | Johannesburg                                                    | 12. Nov. 2011 |
| Irland                 | 104       | Dublin                                                          | 10. Nov. 2012 |
| Polen                  | 86        | Gdynia                                                          | 15. Okt. 2011 |
| Vereinigte Staaten     | 66        | Livonia                                                         | 2. Juni 2012  |
| Deutschland            | 59        | Hannover, Leipzig & Mannheim                                    | 2. Dez. 2017  |
| Kanada                 | 43        | Kelowna                                                         | 20. Aug. 2016 |
| Neuseeland             | 41        | Lower Hutt                                                      | 5. Mai 2012   |
| Japan                  | 32        | Tokio                                                           | 6. Apr. 2019  |
| Niederlande            | 16        | Rotterdam, Utrecht, Nijmegen, Eindhoven, Maastricht & Groningen | 29. Feb. 2020 |
| Italien                | 14        | Palermo                                                         | 23. Mai 2015  |
| Schweden               | 11        | Stockholm                                                       | 27. Aug. 2016 |
| Dänemark               | 9         | Kopenhagen                                                      | 16. Mai 2009  |
| Frankreich             | 8         | Cubnezais                                                       | 6. Mai 2015   |
| Norwegen               | 7         | Oslo                                                            | 26. Aug. 2017 |
| Finnland               | 6         | Tampere                                                         | 14. Okt. 2017 |
| Österreich             | 4         | Salzburg                                                        | 14. Aug. 2021 |
| Namibia                | 3         | Swakopmund                                                      | 8. Apr. 2017  |
| Singapur               | 3         | Singapur                                                        | 21. Juni 2014 |
| Eswatini               | 2         | Mbabane                                                         | 6. Mai 2017   |
| Malaysia               | 1         | Kuala Lumpur                                                    | 14. Apr. 2018 |

Ehemalige Standorte waren Afghanistan (in einem Camp der britischen Streitkräfte), Island sowie Simbabwe. In der Russischen Föderation fand parkrun von 2014 bis 2022 statt. Die Aktivitäten begannen bereits im Jahr 2013 eigenständig unter dem Namen "Парковые забеги" (Parkläufe). Ab dem 1. März 2014 (parkrun in Kolomenskoje und in Severnoje Tuschino, beide in Moskau) wurden sie Teil von parkrun. Als Konsequenz der Russischen Invasion in der Ukraine wurden die Aktivitäten von parkrun in Russland im Jahr 2022 eingestellt. Die Läufe in der Russischen Föderation werden seitdem eigenständig unter dem Namen "5 вёрст" (5 Werst) fortgeführt.
In Großbritannien, Irland und Australien werden parkruns auch in 28 Gefängnissen durchgeführt (Stand Juli 2023).

## Finanzierung
Hinter parkrun steht die britische parkrun Global Ltd, eine gemeinnützige Organisation, die sich durch Sponsoren, Spenden und den Verkauf von Merchandising-Artikeln finanziert. Während in vielen Ländern, Interessenten, die einen neuen Standort aufbauen wollen, ein Startkapital für Material und Dienstleistungen aufbringen müssen, ist dies in Deutschland als relativ neuem Standort bisher nicht notwendig, die Kosten werden hier von der britischen Mutter getragen.